# Bledius mysticus
Bledius mysticus är en skalbaggsart som beskrevs av Henry Clinton Fall 1910. Bledius mysticus ingår i släktet Bledius och familjen kortvingar. Inga underarter finns listade i Catalogue of Life.